# كيرك كوزينز
كيرك كوزينز (بالإنجليزية: Kirk Cousins)‏ هو لاعب كرة قدم أمريكية أمريكي، ولد في 19 أغسطس 1988 في بارينغتون في الولايات المتحدة.

## وصلات خارجية
- كيرك كوزينز على موقع مرجع كرة القدم المحترفة.كوم (الإنجليزية)